# Scipione Gonzaga

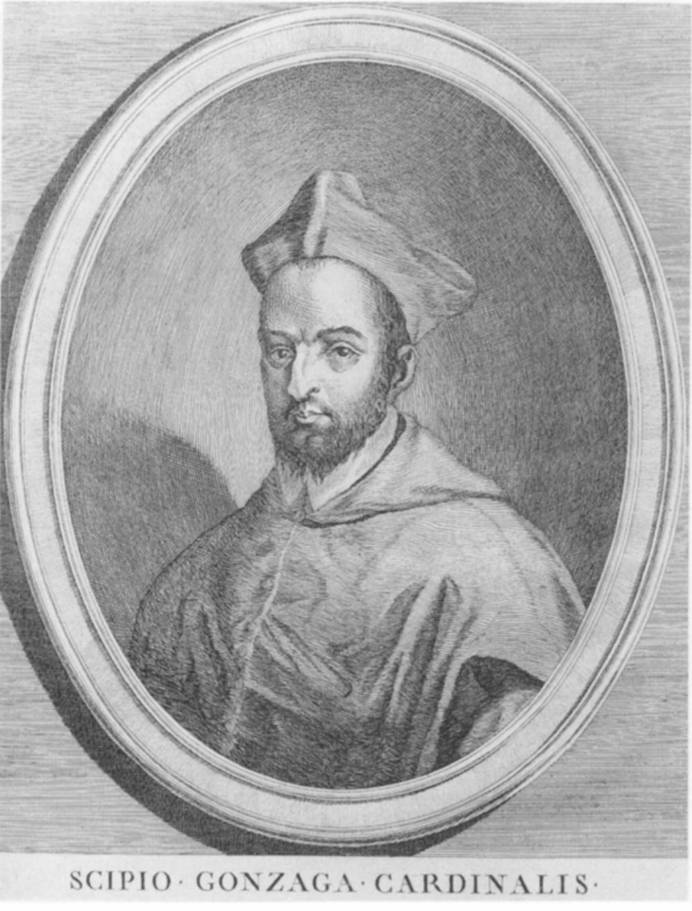
Scipione Kardinal Gonzaga

Scipione Gonzaga (* 11. November 1542 in Mantua; † 11. Januar 1593 in San Martino dall’Argine) war der Sohn des Marchese Carlo Gonzaga von Gazzuolo und seit 1587 Kardinal.

## Leben
Er stammte aus der mantuanischen Adelsfamilie der Gonzaga. Scipione war eines von zehn Kindern von Carlo Gonzaga (1523–1555) und dessen Ehefrau Emilia Cauzzi Gonzaga (1524–1573), Tochter von Federico II. Gonzaga und Isabella Boschetti. Unter seinen Brüdern war der spätere katholische Bischof Annibale Francesco Gonzaga. Nach dem Tod des Vaters 1555 kamen Scipione und Annibale in die Obhut ihres Onkels, des Kardinals Ercole Gonzaga, und dessen Bruder, des Marchese Ferrante Gonzaga.
Scipione wuchs unter der Obhut von Ercole Gonzaga auf. In Bologna, und ab 1558 in Padua, studierte er Mathematik und Philosophie, 1563 begann er ein Theologiestudium. Nach Beendigung dieses Theologiestudiums kam er nach Rom und wurde 1579 zum Priester geweiht. Im September 1585 erfolgte die Ernennung zum Lateinischen Patriarchen von Jerusalem.
Papst Sixtus V. erhob ihn im Konsistorium vom 18. Dezember 1587 zum Kardinalpriester mit der Titelkirche Santa Maria del Popolo, nachdem er bereits im Konsistorium des Vorjahres ein aussichtsreicher Kandidat auf einen Kardinalshut gewesen war und die Erhebung in den Kardinalsstand auch angestrebt hatte. Im zweiten Konklave des Jahres 1590, das Gregor XIV. zum Papst wählte, unterstützte Scipione Gonzaga die Kandidatur des Erzbischofs von Bologna Gabriele Paleotti. An schwerer Gicht leidend, zog er sich nach San Martino dall’Argine zurück und starb im Januar 1593.